# Tore Ruud Hofstad
Tore Ruud Hofstad (Eidsvoll, 9 de agosto de 1979) es un deportista noruego que compitió en esquí de fondo.
Ganó seis medallas en el Campeonato Mundial de Esquí Nórdico entre los años 2003 y 2009. Participó en los Juegos Olímpicos de Turín 2006, ocupando el quinto lugar en la prueba por relevos.

## Palmarés internacional
| Campeonato Mundial | Campeonato Mundial        | Campeonato Mundial | Campeonato Mundial   |
| Año                | Lugar                     | Medalla            | Prueba               |
| ------------------ | ------------------------- | ------------------ | -------------------- |
| 2003               | Val di Fiemme (Italia)    | Medalla de oro     | Relevo 4 × km        |
| 2003               | Val di Fiemme (Italia)    | Medalla de plata   | 10 km + 10 km        |
| 2005               | Oberstdorf (Alemania)     | Medalla de oro     | Velocidad por equipo |
| 2005               | Oberstdorf (Alemania)     | Medalla de oro     | Relevo 4 × 10 km     |
| 2005               | Oberstdorf (Alemania)     | Medalla de bronce  | 15 km                |
| 2009               | Liberec (República Checa) | Medalla de oro     | Relevo 4 × 10 km     |